# Норов Андрій Олексійович
Андрі́й Олексі́йович Но́ров (6 червня 1977, Кіровоград (нині — Кропивницький) — 13 березня 2022, Мощун, Бучанський район, Київська область)  — офіцер Збройних Сил України, капітан, учасник російсько-української війни, Герой України з удостоєнням ордена «Золота Зірка» (посмертно).

## Життєпис
Народився 6 червня 1977 року у місті Кіровограді (нині — м. Кропивницький). Вчився у місцевій школі № 1. Здобув економічну освіту.
У 2002 році переїхав на проживання до м. Києва. Був активним учасником Помаранчевої Революції, Євромайдану, Революції гідності. У 2016 році відбув добровольцем до зони проведення АТО.

### Російське вторгнення в Україну (2022)
На початку російського вторгнення в Україну 2022 року спланував та організував оборону Київської ГЕС. У березні завдяки його вмілим діям завдано істотних уражень підрозділам противника на Київщині та зупинено його просування.
У ніч проти 12 березня 2022 року для недопущення прориву та з метою зміцнення оборони підрозділів 72-ї окремої механізованої бригади направлено посилений взвод мотопіхотного батальйону на чолі з Андрієм Норовим. Просування противника зупинили, що змусило ворога застосувати РСЗВ «Град». Унаслідок цього підрозділ зазнав санітарних втрат. 13 березня під час евакуації потерпілих противник вчинив обстріл. Андрій Норов дістав поранення, несумісні з життям.
Похований 7 квітня в рідному місті на Кіровоградщині.

## Нагороди
- звання Герой України з удостоєнням ордена «Золота Зірка» (2022, посмертно) — за особисту мужність і героїзм, виявлені у захисті державного суверенітету та територіальної цілісності України, вірність військовій присязі.
- Указом Президента України № 93/2020 від 18 березня 2020 року за «особисту мужність, виявлену у захисті державного суверенітету та територіальної цілісності України, самовіддане служіння Українському народу» нагороджений орденом За мужність III ступеня[4].
- медаль «За військову службу Україні» (січень 2019).

## Вшанування пам'яті
12 грудня 2024 року у Солом'янському районі міста Києва вулицю Пржевальського перейменовано на честь Андрія Норова.